# 卡纳维拉尔角空军基地3号发射台
卡纳维拉尔角3号发射复合体是美国的位于卡纳维拉尔角空军基地的一处已停用的发射场。曾经承担了巨物火箭，波马克导弹，UGM-27北极星和洛克希德X-17导弹发射任务。该发射场于1950年7月24日发射了卡纳维拉尔角的第一枚火箭。